# Erigorgus coreensis
Erigorgus coreensis là một loài tò vò trong họ Ichneumonidae.